# Pohřeb (film)
Pohřeb (v anglickém originále The Funeral, v dalším českém názvu: Pomsta) je americký kriminální film z roku 1996. Režisérem filmu je Abel Ferrara. Hlavní role ve filmu ztvárnili Christopher Walken, Chris Penn, Annabella Sciorra, Isabella Rossellini a Vincent Gallo.

## Obsazení
| Christopher Walken  | Raimundo Tempio |
| Chris Penn          | Cesarino Tempio |
| Annabella Sciorra   | Jean            |
| Isabella Rossellini | Clara Tempio    |
| Vincent Gallo       | Giovanni Tempio |
| Benicio del Toro    | Gaspare Spoglia |
| Gretchen Mol        | Helen           |
| John Ventimiglia    | Sali            |
| David Patrick Kelly | Michael Stein   |